# Arco de observação
Arco de observação, é um termo usado na astronomia observacional, mais particularmente na descoberta e rastreamento de asteroides e cometas. Ele refere-se ao comprimento do caminho percorrido pelas observações do objeto.
O arco de observação determina o conhecimento com precisão da órbita do corpo celeste. A muito curto o arco poderia descrever objetos em uma ampla variedade de órbitas em muitas distâncias a partir da Terra. Em alguns casos, houve objetos cujo arco inicial era insuficiente para determinar se o objeto estava em órbita ao redor da Terra, ou em órbita no cinturão de asteroides. Com um arco de observação de um dia, 2004 PR107 foi inicialmente pensado para ser um planeta anão transnetuniano, mas agora é conhecido por ser um asteroide do cinturão principal com 1 km. Com um arco de observação de três dias 2004 BX159 foi pensado para ser um asteroide cruzador de Marte que poderia ser uma ameaça para a Terra, mas agora é também conhecido por ser um asteroide do cinturão principal.
Um arco de observação inferior a 30 dias pode tornar difícil recuperar um objeto com mais de um ano após a última observação.